# Dorfkirche Wilhelmsdorf (Saale)

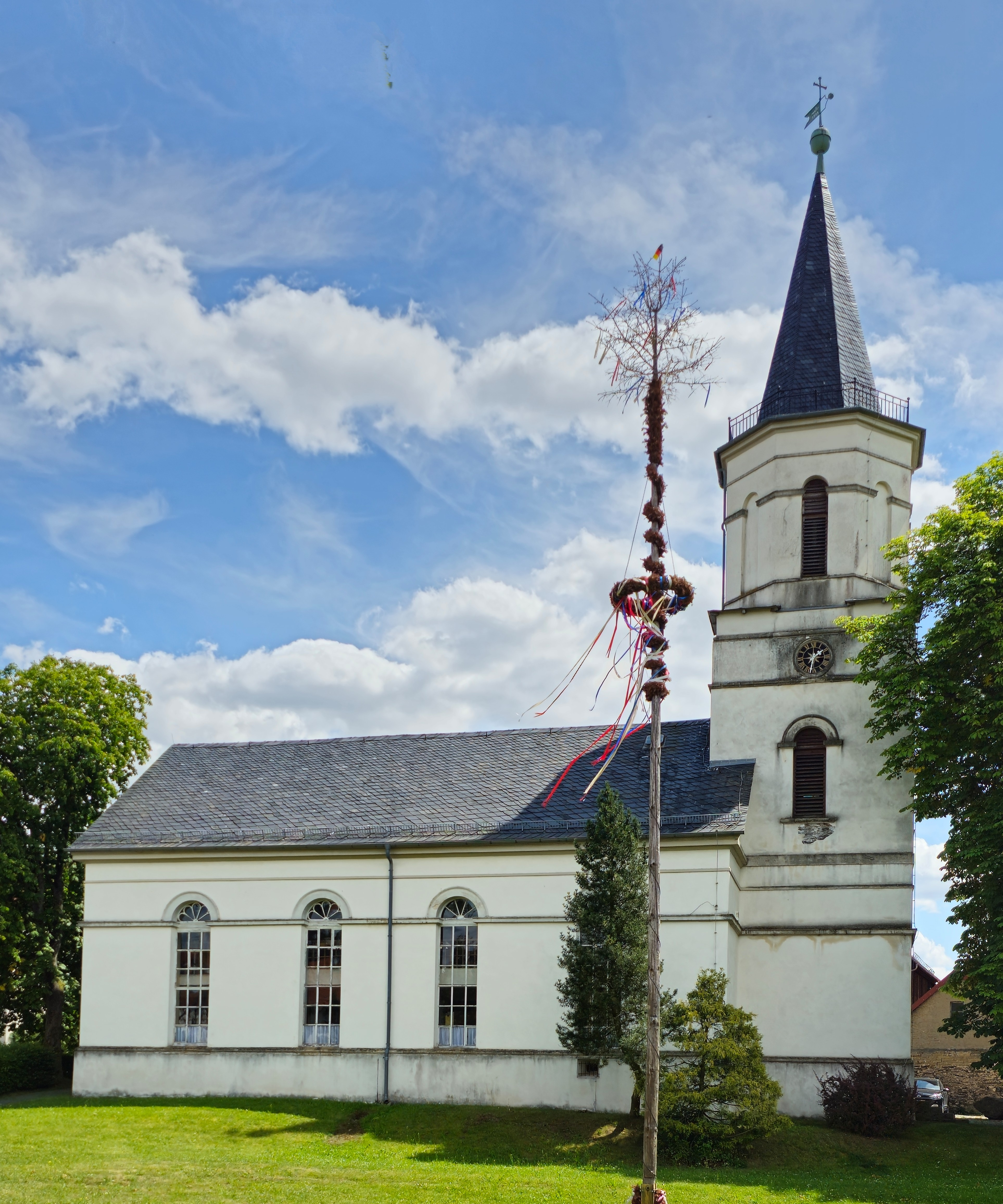
Dorfkirche Wilhelmsdorf

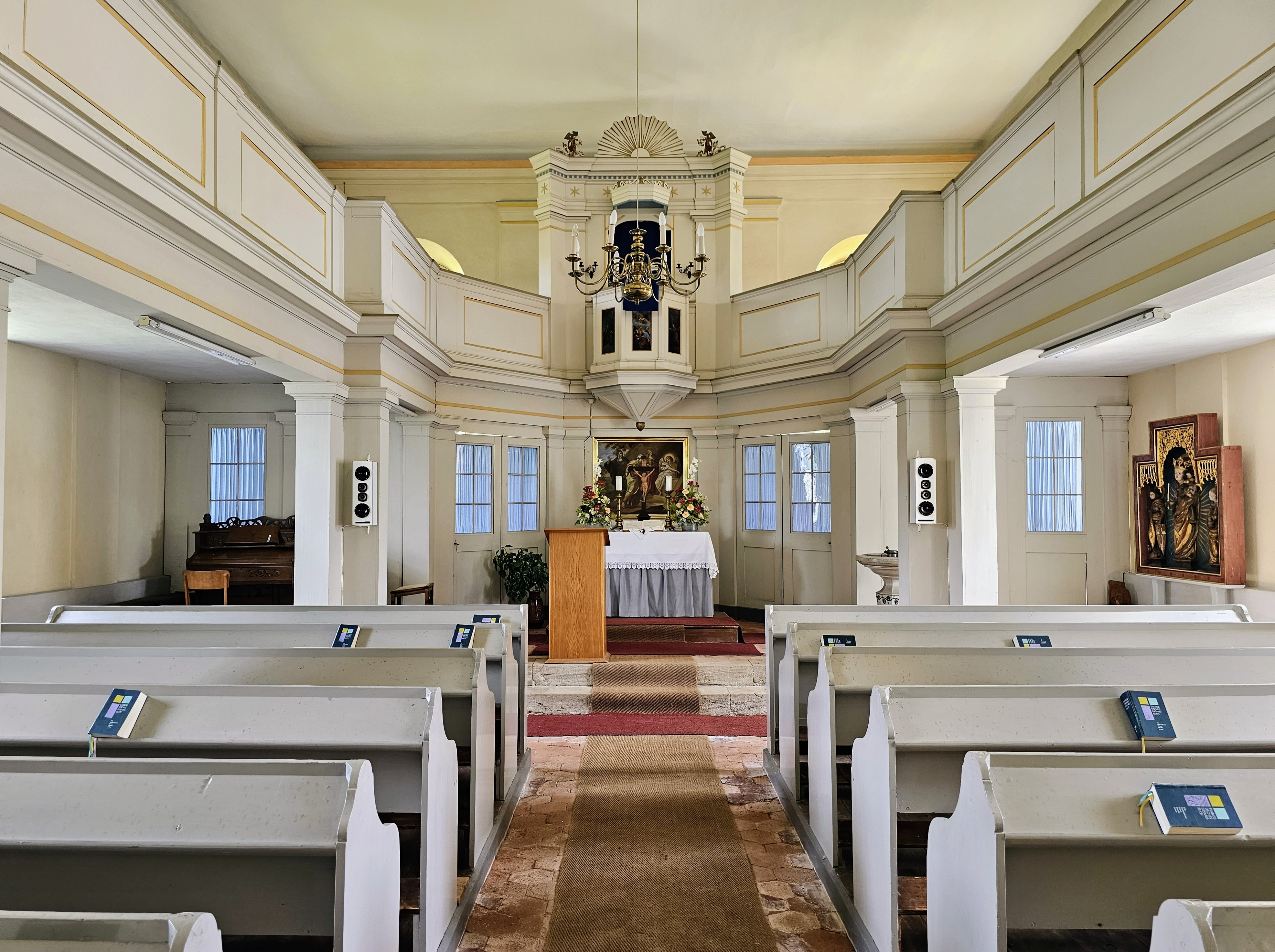
Innenraum (2023)

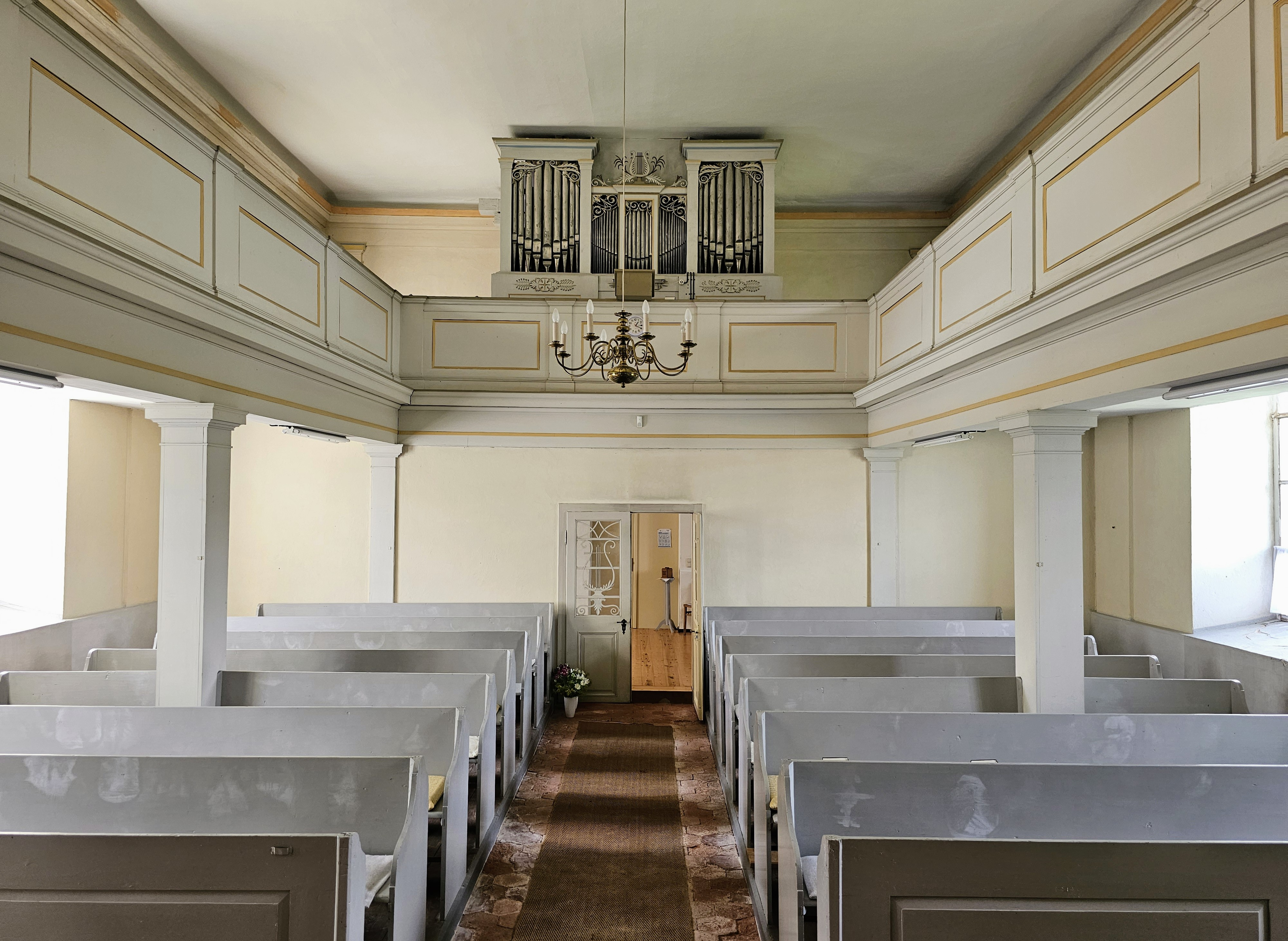
Blick zur Orgel

Die evangelische Dorfkirche Wilhelmsdorf steht in Wilhelmsdorf (Saale) in der Verwaltungsgemeinschaft Ranis-Ziegenrück im Saale-Orla-Kreis in Thüringen.

## Geschichte
Das Gotteshaus befindet sich am Ende der zum Anger erweiterten Dorfstraße, nahe der linken Häuserseite auf einem kleinen Hügel. Es ist ein rechteckiger Saalbau mit quadratischem Westturm, der in den Jahren 1843 bis 1845 nach Abbruch der Vorgängerkirche erbaut worden ist. Aus der alten Kirche aus dem 15. Jahrhundert stammt der an der Südwand stehende spätgotische Altarschrein auch aus dem 15. Jahrhundert. Er besitzt höfische Schnitzfiguren in Gestalt der gekrönten Mondsichelmadonna mit Strahlenkranz, flankiert vom Heiligen Georg und der Heiligen Elisabeth von Thüringen.

## Orgel
Die Orgel stammt aus der Bauzeit der Kirche; der Erbauer ist unbekannt. Das Werk umfasst 11 Register auf einem Manual und Pedal. Die Disposition lautet:
| I Manual C–c3 |    |
| Prinzipal     | 8′ |
| Hohlflöte     | 8′ |
| Gedackt       | 8′ |
| Gamba         | 8′ |
| Octave        | 4′ |
| Flöte         | 4′ |
| Waldflöte     | 2′ |
| Mixtur III    | 2' |

| Pedal C–d1 |     |
| Subbass    | 16′ |
| Violon     | 16′ |
| Oktavbass  | 8′  |

- Koppeln: I/P
- Calcant, Vacat